# Herzogtum Friaul
Das Herzogtum Friaul war ein langobardisches Herzogtum im heutigen Friaul, das von 568 bis 776 bestand.

## Geschichte
Nach der Besetzung Venetiens ernannte Alboin seinen Neffen Gisulf I. zum dux von Friaul mit der Hauptstadt Forum Iulii (Cividale). Gisulf siedelte von ihm ausgewählte langobardische farae (Familienverbände) dort an. Friaul wurde im Osten von den Julischen Alpen, im Norden von den Karnischen Alpen, im Westen von dem etwas später gegründeten Dukat Ceneda jenseits des Tagliamento und im Süden durch das Exarchat Ravenna, zu dem die Küstenregion der Adria gehörte, begrenzt. Neben Benevent, Spoleto und Trient gehörte Friaul zu den größten Dukaten des Langobardenreiches. Die Bedeutung Friauls war in der Grenzlage zu Slovenen, Awaren und dem Byzantinischen Reich begründet.
Grasulf I. und Gisulf II. nahmen Verbindung zum byzantinischen Exarchen Romanus und König Childebert II. von Austrasien auf.
Um 610 drangen die Awaren plündernd in Friaul ein. Gisulf II. fällt bei der Verteidigung. Die Hauptstadt Forum Julii wurde erobert, Frauen und Kinder nach Pannonien verschleppt und die Männer getötet. Unter seinen gemeinsam regierenden Söhnen Taso und Cacco (610–616) wurde das Dukat bis Windisch-Matrei ausgeweitet. Nach deren Ermordung durch den patricius Gregor in Opitergium (Oderzo) übernahm ihr Onkel Grasulf II. das Dukat.
Dux Pemmo fiel in Ungnade und König Liutprand setzte 739 Ratchis als dux ein. Im Jahr 742 begleitete Ratchis König Liutprand auf einem Feldzug gegen den rebellischen dux Transamund von Spoleto.
Als König Liutprand und kurz darauf sein Neffe und Nachfolger Hildeprand gestorben waren, wurde Ratchis 744 zum König gewählt und sein Bruder Aistulf wurde dux von Friaul. Als Aistulf 749 König wurde übergab er das Dukat Friaul seinem Schwager Anselm. Als Anselm 751 Abt des Klosters Nonantola wurde folgte ihm dux Peter.
Hrodgaud wurde 774 von Karl dem Großen, der Desiderius, den letzten König des Langobardenreiches besiegt hatte, als Herzog von Friaul eingesetzt. Hrodgaud rebellierte 776 gegen Karl den Großen, wurde aber rasch besiegt und getötet. Mit Hrodgauds Tod erlosch das Herzogtum Friaul und wurde von 776 bis 828 eine Mark des karolingischen Frankenreiches. Diese wurde im Zuge der Realteilung zum Ende des 9. Jahrhunderts in vier Grafschaften eingeteilt, Friaul (mit Istrien), Karantanien, Krain (mit Liburnien) und Savien.
Später ging das Gebiet an die Patriarchen von Aquileia. 952 wurde das ehemalige Herzogtum Friaul der Markgrafschaft Verona eingegliedert.
Napoleon Bonaparte erhob 1808 seinen Adjutanten und engen Vertrauten, den Grand maréchal du palais Géraud-Christophe-Michel Duroc (1772–1813), im napoleonischen Adel (noblesse impériale) zum Herzog von Friaul.

## Liste der Herzöge des Friaul

### Herzöge des Friaul (568–776)
- 568–581 Gisulf I.
- 581–590 Grasulf I., Bruder Gisulfs I.[9]
- 590–610 Gisulf II. Sohn Grasulfs I.
- 610–616 Taso und Cacco, Söhne Gisulfs II.[10]
- 616–? Grasulf II., Bruder Gisulfs II.[11]
- um 645–? Ago
- um 660–? Lupus
- um 664 Arnefrid
- um 666 Wechtar
- um 670 Landar
- um 688 Rodoald
- um 694 Ansfrit (Usurpator)
- vor 700 Ado (Bruder des Rodoald; nicht als Herzog, sondern unter dem Titel eines Statthalters[12])
- um 703 Ferdulf
- um 704 Corvulus
- 706–739 Pemmo
- 739–744 Ratchis (König der Lombardei)
- 744–749 Aistulf (König der Lombardei)
- 749–751 St. Anselm († 3.3. 803)
- 751–??? Peter
- 774–776 Hrodgaud

### Herzöge des Karolingerreichs
Die folgenden Herrscher Friauls führten zwar noch den Titel dux Foroiulanus (Herzog von Friaul), waren aber keine Stammesherzöge mehr, sondern in das fränkische Staatswesen integriert und hatten ihre Eigenständigkeit verloren.
- 776–787 Marcarius
- 787–789 Unroch I.
- 789–799 Erich
- 799–808 Hunfrid
- 808–817 Aio
- 817–819 Chadaloh I. (Kadaloch, Cadalaunus)
- 819–829 Balderich

### Grafen von Friaul nach der Teilung der Mark

Das Frankenreich nach Verdun 843 und Mersen 870: die Mark Friaul gehört zum Reich Lothars und seiner Nachfolger

Reichstag zu Worms (829), Neuordnung des Reiches Ludwigs des Frommen und seiner Söhne zugunsten Karls des Kahlen, Teilung der alten langobardischen Mark in vier Markgrafschaften
- 829–??? Unroch II.

Teil des Lotharii Regnum:
- 846–863 Eberhard
- 863–874 Unroch III.
- 874–888 Berengar I.

Berengars Marca Veronensis et Aquileiensis:
- 891–924 Walfred